# Giovanni Paolo Bartoli
Giovanni Paolo Bartoli (Pola, 1936) è un architetto italiano.

## Biografia
Giovanni Paolo Bartoli, primo dei quattro figli di Gianni e Lina Fonda, nacque nel 1936 a Pola, dove il padre lavorava dal 1929.
Nel 1940 la famiglia si trasferì a Trieste, dove Bartoli tuttora risiede.
Laureato in Architettura a Venezia, iscritto all'ordine degli architetti della provincia di Trieste dal 1968, svolge attività tecnico-operativa dai primi anni Sessanta. Risulta cancellato dall’ordine di Trieste in data 31/12/2013 per: dimissioni.
Interessato all'urbanistica e alla progettazione, al recupero e restauro di edifici, al turismo nautico e congressuale, all'edilizia scolastico-assistenziale, opera sia nel settore privato sia in quello pubblico, concentrando la propria attività soprattutto sulla città di Trieste e sulle zone limitrofe.
Nel 1981 ha realizzato il restauro della Stazione marittima, in seguito trasformata in Centro congressi (1984-1992).
Nel corso della sua carriera professionale ha elaborato il piano dell'area dell'ex Ospedale psichiatrico provinciale di Trieste (1986) e il piano di recupero di Cittavecchia (1987); ha curato restauro di edifici come il faro Lanterna (1990-1992) e il Palazzo Revoltella (1989), assumendo la direzione dei lavori relativi alla Galleria nazionale d'arte moderna, iniziati da Carlo Scarpa nel 1963.
Ha seguito, per conto dell'università degli studi di Trieste, l'intervento progettuale per l'adeguamento alle nuove destinazioni d'uso dell'edificio centrale dell'università (1990-1994).
Quale coincaricato del Comune di Trieste sulla variante al Piano regolatore generale comunale per le aree produttive, ha redatto la variante urbanistica coordinata al progetto planivolumetrico dell'architetto Gino Valle per la trasformazione di un'area del Porto vecchio di Trieste.
Si è da ultimo occupato del progetto e della direzione dei lavori del Museo "Sartorio" in Trieste.
La sua attività politica si svolge nell'ambito della Democrazia Cristiana, in cui milita dagli anni Sessanta.
Nel 1993 è candidato alla carica di Presidente della Provincia di Trieste.
La sensibilità verso i temi dell'urbanistica, dell'architettura e della cultura ispira anche la sua partecipazione al Dipartimento per la pianificazione urbanistica per l'assetto del territorio e al Dipartimento per la cultura della Democrazia Cristiana della Provincia di Trieste.

## Opere
Progetti principali
- 1980-1986 - Intervento sul bastione Lalio nel Castello di San Giusto, Trieste
- 1984-1992 - Trasformazione in centro congressi della Stazione marittima di Trieste
- 1986 - Piano dell'area dell'ex Ospedale psichiatrico provinciale, Trieste
- 1987 - Piano di recupero di Cittavecchia, Trieste
- 1989 - Restauro del Palazzo Revoltella, Trieste
- 1990 - Ristrutturazione del Teatro Miela, Trieste
- 1990-1992 - Restauro del faro Lanterna, Trieste
- 1990-1994 - Adeguamento dell'edificio centrale dell'università, Trieste
- 1999-2006 - Restauro conservativo del Civico museo "Sartorio", Trieste

## Archivio
Il fondo Giovanni Paolo Bartoli  è conservato presso l'Archivio di Stato di Trieste.